# Pilargis maculata
Pilargis maculata är en ringmaskart som beskrevs av Hartman 1947. Pilargis maculata ingår i släktet Pilargis och familjen Pilargidae. Inga underarter finns listade i Catalogue of Life.